# 게오르크 필리프 텔레만

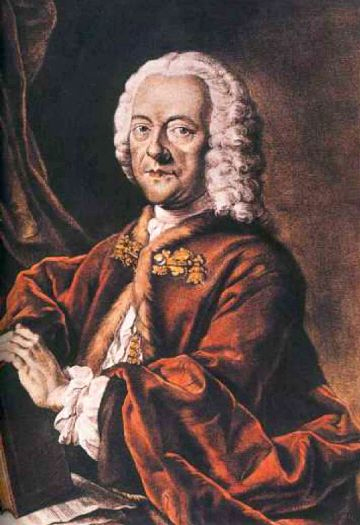
게오르크 필리프 텔레만 (1681-1767), 루이스 미햐엘 슈나이더의 회화가 망실된 뒤 발렌틴 다니엘 프라이슬러가 그린 판화, 1750년

게오르크 필리프 텔레만(독일어: Georg Philipp Telemann, 1681년 3월 14일 ~ 1767년 6월 25일)은 독일의 바로크 음악 작곡가로, 마그데부르크 출생이다. 독학으로 음악을 익혔으며, 라이프치히 대학에서 법을 공부했다. 종종 역사상 가장 많은 작품을 남긴 작곡가로 알려져있다.(적어도 현존하는 작품 수로)), 그는 요한 세바스티안 바흐, 안토니오 비발디 그리고 절친한 친구였던 게오르크 프리드리히 헨델과 동시대 사람이었다. 오늘날은 일반적으로 바흐가 더 위대한 작곡자로 여겨지나, 당대에는 텔레만이 그의 음악적 능력으로 더욱 널리 인정받았다.
텔레만은 널리 여행하면서 다양한 음악적 양식을 습득하고 이를 자신의 작품으로 결합시켰다. 그는 비올라나 트럼펫 혹은 오보에나 하프시코드를 각각 복합하는 등 특이하게 악기를 편성하는 협주곡으로 유명하다.
그는 일련의 중요한 음악 관련 직위를 역임한 바 있는데, 그 정점은 1720년부터 1767년 그가 죽을 때까지 함부르크의 가장 큰 다섯 교회에서 음악 감독직을 맡은 것이다.

## 생애
게오르크 필리프 텔레만은 마그데부르크에서 태어났다. 텔레만의 가족은 딱히 음악적 배경이 없었는데, 그의 증조부는 할버슈타트에서 가수로 활동했으나 그 밖에 다른 직계 가족은 음악과 전혀 관련이 없었다. 텔레만의 아버지는 1685년에 사망하여, 그의 어머니가 어린 텔레만의 양육을 도맡았다. 그들은 중상류 계층에 속했으며, 교회에서 일했다. 텔레만은 10살 때 음악을 접하게 되어 소질을 드러냈는데, 12살에 처음으로 오페라를 작곡했다. 그러나 그의 가족은 텔레만의 음악적 재능을 용납하지 않았다. 그의 어머니는 아들이 음악에 몸담기를 우려하여 그의 모든 악기를 빼앗고, 그가 안정된 수입이 보장되는 진로를 택하길 기대하여 1693년에는 젤러펠트의 새 학교에 보냈다. 그러나 그 학교의 관리인이 텔레만의 재능을 인정해준 덕분에 그는 계속 작곡을 하고 스스로 음악에 대한 지식을 넓혀나갈 수 있었다. 그가 힐데샤임의 김나지움 안드레아눔(Gymnasium Andreanum)에서 공부를 마칠 적에, 텔레만은 리코더, 오르간, 바이올린, 비올라 다 감바, 플루트, 오보에, 샬뤼모, 더블 베이스, 베이스 트롬본을 스스로 완전히 익혔다. 그는 여행을 하면서 새로운 음악 양식을 접했으며, 일찍이 요한 로제뮐러와 아르칸젤로 코렐리 음악의 영향을 받았다.

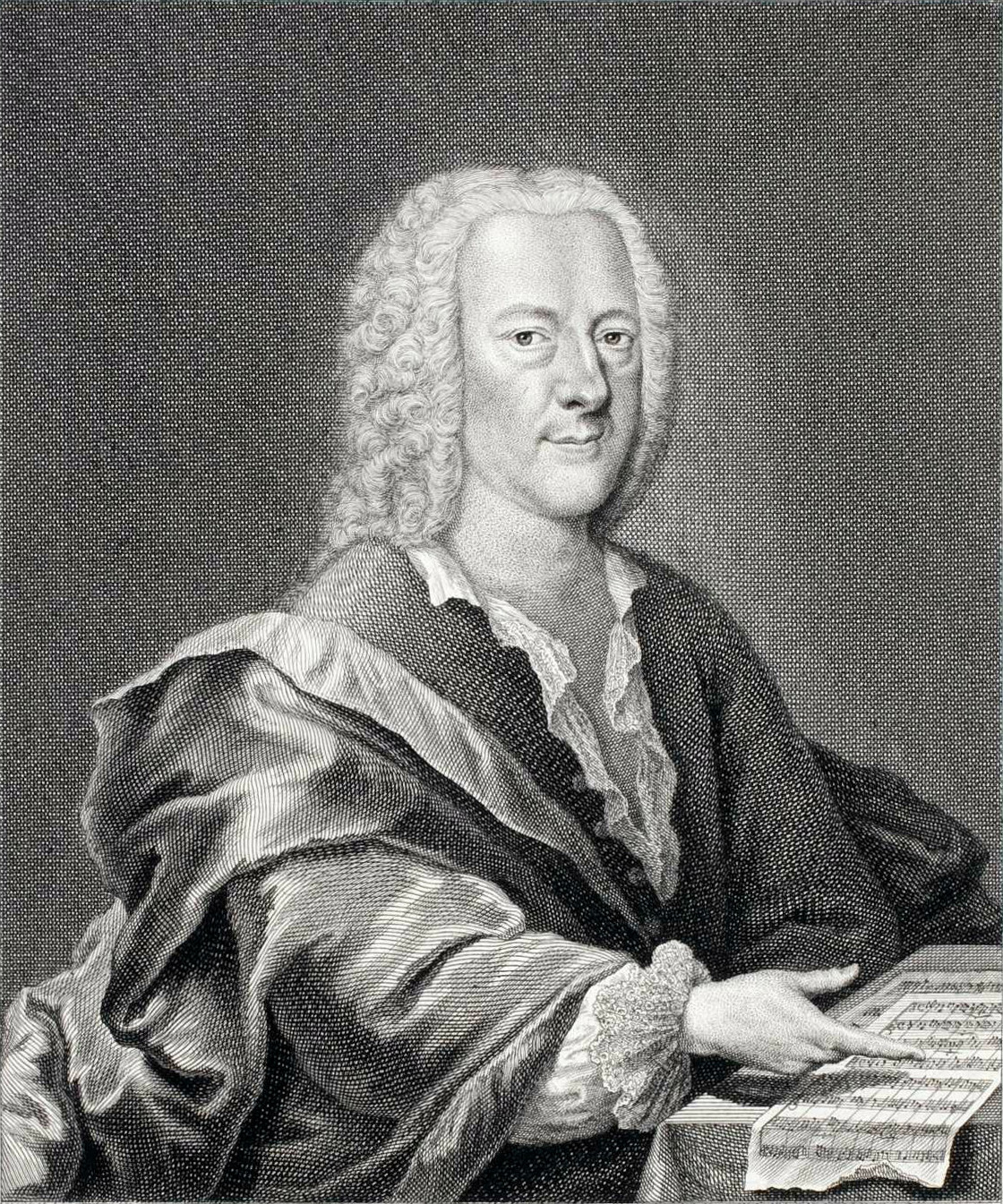
게오르크 필리프 텔레만. 게오르크 리히텐슈테거의 판화, 대략 1745년.

1701년에 텔레만은 법을 공부하기 위해 라이프치히 대학에 입학하는데, 아마도 어머니의 권유로 보인다. 그러나 그의 음악적 재능은 곧 드러나는데, 그는 도시의 두 주요 교회에 음악을 의뢰받는다. 얼마 안되어 그는 자신의 음악을 연주하는 40명 규모의 콜레기움 무지쿰을 창설한다. 이듬해 텔레만은 라이프치히 오페라 하우스의 감독과 두 교회의 합창 지휘자에 임명된다. 그의 명성이 높아지자 연장자인 작곡가 요한 쿠나우의 분노를 사게 되는데, 텔레만이 합창 지휘자에 임명되면서 도시의 음악 감독이던 자신의 지위를 빼앗겼기 때문이었다. 텔레만은 또한 자신의 오페라를 만들 때 많은 학생들을 이용하여 이들이 쿠나우의 교회 음악에 참가할 시간이 줄어들었다. 쿠나우는 텔레만을 '오페라 음악가'라고 비난했다. 텔레만이 이 일을 그만둔 뒤에도 쿠나우는 자신이 오페라에서 잃었던 성과를 되찾지 못했다.

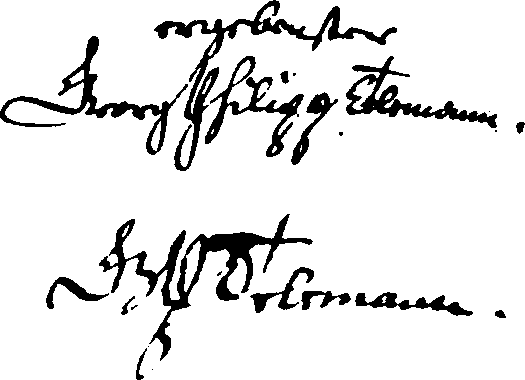
텔레만의 친필 서명(1714년과 1757년).

텔레만은 1705년에 라이프치히에 남아 조라우(Sorau, 현재 폴란드의 zary)에 있는 백작 에어드만 2세(Erdmann II)의 궁정 법원에서 카펠마이스터가 되었다. 이곳에 재임하면서 2년 동안 그는 장바티스트 륄리와 앙드레 캉프라의 프랑스 양식을 알게 되고, 많은 서곡과 조곡을 작곡했다. 스웨덴 군대가 독일에 쳐들어오자 에어드만의 궁정은 성으로 대피했다. 텔레만은 1707년에 파리에 방문한 것으로 보인다. 그리고 나중에 아이제나흐(Eisenach)의 궁정에서 가수들의 지휘자로 임명되었는데, 그곳에서 바흐를 만난다. 텔레만의 생애에서 중요한 직위는 1721년에 임명받은 함부르크의 다섯 주 교회에서 음악 감독직으로, 죽을 때까지 재직했다. 여기서 텔레만은 노래와 음악 이론을 가르치고, 매주 혹은 격주로 공연하는 다른 콜레기움 무지쿰을 감독하면서, 특별한 행사가 있을 때마다 종교 음악을 작곡하고 일요일마다 두 개의 칸타타를 썼다. 그는 또한 지역 오페라 하우스에서 몇 년 동안 감독을 맡았지만, 재정적 실패를 겪었다.
쿠나우가 라이프치히에서 맡던 자리가 공석이 되자, 텔레만은 그 직위에 지원한다. 이에 지원한 여섯 명의 음악가 중에서 그는 가장 유리한 후보자였으며 시의회의 승인을 얻게 된다. 그러나 텔레만은 이 제의를 함부르크에서 봉급 인상을 보장받는 데 이용하면서, 이 직위를 거절했다. 그리하여 크리스토프 그라우프너가 텔레만을 대신하게 되는데 그도 이를 거절하면서, 요한 세바스티안 바흐에게 길을 터주게 된다. 텔레만은 자신의 음악을 출판하고, 다른 궁정에서 몇몇 작은 직위를 얻어서 함부르크의 봉급을 늘렸다.
대략 1740년부터 텔레만의 이론적인 논문을 쓰는 데 더욱 주력하면서 그의 성과는 줄어들게 되었다. 이 시기에 그는 프란츠 벤다나 그의 대자(代子)였던 칼 필리프 에마누엘 바흐와 같은 몇몇 젊은 작곡가와 서신을 주고받았다. 1755년 그의 장남 안드레아스가 죽은 뒤, 텔레만은 그의 손자인 게오프크 미카엘 텔레만을 양육할 책임을 지게 되었고, 미래의 이 작곡가에게 음악을 가르치게 되었다. 그의 여러 종교적인 오라토리오는 이 시기에 작곡되었다. 이후 텔레만은 시력이 나빠져서 1762년에 이르며 창작이 줄어들게 되는데 그러나 이 작곡가는 1767년 6월 25일 죽는 날까지 작곡을 멈추지 않았다.

## 작품과 평가
기네스 북에는 텔레만을 역사적으로 800개 이상의 작품을 인정받은 가장 다작의 작곡가로 등재하고 있다. 최근 연구에 따르면, 예를 들어 1980년대와 1990년대에 출판된 그의 주제별 작품 목록은 텔레만이 지금은 소실되었지만 실제로 3,000개가 넘는 작품을 썼음을 보여준다. 잃어버린 그의 몇몇 악보는 음악학자 제이슨 그랜트가 최근에 발굴하기도 했다. 많은 필사본이 2차 세계대전을 겪으면서 소실되었다. (다른 작곡자인 시몬 세히터는 8000개가 넘은 작품을 써서 텔레만을 능가하는 것으로 보이지만, 그 중 5000여 작품은 작은 푸가이다.)
텔레만은 그의 생애에 인정받아 이후 수십 년간 그 명성을 이어갔지만, 19세기 초에는 그의 작품을 연주하는 일이 줄어들었으며, 텔레만의 중요한 작품인 Der Tod Jesu는 1832년 이후 20세기까지 연주되지 않았다. 1911년 Encyclopædia Britannica에는 바흐와 헨델 두 사람에 대해선 상당한 기사가 있지만, 텔레만에 대해서는 언급되어 있지 않다.
텔레만에 대한 관심이 되살아난 것은 20세기 초의 일로 1950년대의 베렌라이터판에서 정점에 달한다. 초기 음악 앙상블에서는 이제 텔레만의 작품을 연주하며, 그의 음악을 많이 녹음할 수 있게 되었다.

## TWV 번호
오늘날 텔레만의 작품에는 흔히 TWV 번호가 붙는다. TWV란 Telemann Werke Verzeichnis(텔레만 작품 목록)을 뜻한다. TWV는 숫자와 콜론, 문자로 이루어져 있다. TWV 뒤에 첫 숫자는 매체의 일반 형태를 가리키며, 콜론 뒤의 글자는 특정 작품의 조성을 뜻한다. 그리고 뒤에 붙는 숫자는 각 작품 형태별 번호이다. 가령 현과 통주저음을 위한 폴로노이스 협주곡 내림나장조의 작품 번호는 TWV 43:B3이다. 다른 예로 모음곡 라장조의 작품번호는 TWV 55:D18이다.

## 부분적인 작품 일람

### 오페라
- Adonis (1708)[4]
- Der Geduldige Socrates (1721) TWV 21:9.
- Sieg der Schönheit (1722)
- Pimpinone, intermezzo (1725) TWV 21:15
- Adelheid (1727) TWV 21:17 ?
- Orpheus (1726)
- Adonis (1708)
- Narcissus (1709)
- Mario (1709)
- Die Satyren in Arcadien (1719 Leipzig)
- Ulysses (1721 Hamburg)
- Sieg der Schönheit (1722)
- Belsazar (1723 Hamburg)
- Der Beschluss des Carnevals (1724 Hamburg)
- Omphale (1724 Hamburg)
- Damon (1724 Hamburg)
- Cimbriens allgemeines Frolocken (1725 Hamburg)
- Don Quichotte der Löwenritter (1761) TWV 21:32

### 수난곡
- 텔레만의 수난곡

### 칸타타
- Cantata Cycle 1716-1717
- Der Schulmeister ("The Schoolmaster") most probably spurious
- Der Tod Jesu ("The Death of Jesus") TWV 5:5-6
- Die Donner-Ode ("The Ode of Thunder") TWV 6:3a-b
- Die Tageszeiten ("The Times of the Day") (1764)
- Der Tag des Gerichts ("The Day of Judgement")

### 오라토리오
- Hamburger Admiralitätsmusik TWV 24:1
- Hamburgische Kapitänsmusik (various)

### 오케스트라 모음곡
- Ouvertüre Suite. TWV 55:a2
- Ouvertüre Wassermusik (Hamburger Ebb und Fluth) TWV 55:C3
- Ouvertüre des nations anciens et modernes in G TWV 55:G4
- Ouvertüre g-moll in G minor TWV 55:g4
- Grillen-symphonie TWV 50:1

### 실내악
- Sinfonia Spirituosa in D Major (2 violins, viola & continuo, trumpet ad libitum) TWV 44:1
- Tafelmusik (1733) ('Tafelmusik' refers to music meant to accompany a meal)
- Der getreue Musikmeister (1728), a musical journal containing 70 small vocal and instrumental compositions
- 6 Paris Quartets, each of which has five to six instruments. TWV 43
- Harmonischer Gottes-Dienst
- The Twelve Fantasias for Transverse Flute without Bass TWV 40:2-13

### 협주곡

#### 비올라
- Concerto in G Major for Viola and String Orchestra, TWV 51:G9; the first known concerto for viola, still regularly performed today

#### 호른
- "Concerto for Two Horns in D Major TWV 52:D2"
- "Horn Concerto in B"

#### 트럼펫
- "Trumpet Concerto in D major"

#### 2대 이상의 솔로 악기
- Concerto in G Major for Two Violas and String Orchestra, TWV 52:G3
- Concerto in D Major for Violin, Cello, Trumpet, String and B.C, TWV 53:D5

## 참고
1. ↑  The Guinness Book of World Records 1998, Bantam Books, p. Page 402. ISBN 0-553-57895-2.
2. ↑  See Phillip Huscher, Program Notes - Telemann Tafelmusik III 보관됨 2009-02-19 - 웨이백 머신, Chicago Symphony Orchestra, 2007.
3. ↑  Friedrich Blume, Die Musik in Geschichte und Gegenwart, Bärenreiter-Verlag, 1949, p. 450.
4. ↑  The selections in this list are based on a list of Telemann's operas performed in Magdeburg 1929 - 2004, Telemann-Zentrum 보관됨 2008-05-04 - 웨이백 머신, Magdeburg and Telemann as opera composer from 1708-61, OperaGlass, Stanford University.